# Faramea filamentosa
Faramea filamentosa är en måreväxtart som beskrevs av Johannes Müller Argoviensis. Faramea filamentosa ingår i släktet Faramea och familjen måreväxter. Inga underarter finns listade i Catalogue of Life.